# Macromitrium taiwanense
Macromitrium taiwanense är en bladmossart som beskrevs av Noguchi 1938. Macromitrium taiwanense ingår i släktet Macromitrium och familjen Orthotrichaceae. Inga underarter finns listade i Catalogue of Life.